# 科林斯 (纽约州)
科林斯（英語：Collins）是位于美国纽约州伊利县的一个镇，地处伊利县南端。2010年美国人口普查时，该镇有6601人。最初的定居者于1811年到达这里，其中许多为贵格会教徒。1821年，科林斯镇正式建立。